# Sunsea
Sunsea is een bestuurslaag in het regentschap Timor Tengah Utara van de provincie Oost-Nusa Tenggara, Indonesië. Sunsea telt 1284 inwoners (volkstelling 2010).